# Carmichaelia robusta
Carmichaelia robusta är en ärtväxtart som beskrevs av Thomas Kirk. Carmichaelia robusta ingår i släktet Carmichaelia och familjen ärtväxter. Inga underarter finns listade i Catalogue of Life.